# Hydrangea robusta
Hydrangea robusta là một loài thực vật có hoa trong họ Tú cầu. Loài này được Hook. f. & Thomson mô tả khoa học đầu tiên năm 1858.